# Batman of the Future: Joker visszatér
A Batman of the Future: Joker visszatér (eredeti cím: Batman Beyond: Return of the Joker) egy egész estés amerikai 2D-s számítógépes animációs film, amely eredetileg DVD-n jelent meg 2000-ben, és mely a DC Comics szereplőiről, főleg Batmanről és Jokerről szól. A film a Batman Beyond című (Európában és Ausztráliában Batman of the Future) sorozaton alapul, mely a jövőben játszódik és a Batman: A rajzfilmsorozat és a The New Batman Adventures sorozatoknak a folytatása. A szinopszis szerint Batman visszavonult és egy utódot választ magának, mégpedig a középiskolás Terry McGinnis-t. Bruce Wayne ezek után a fiatal Batman mentora és egyben mestere. Tekintve, hogy a sorozat folytatás, a szinkronhangok nem változtak.
A film kijövetele előtt sok jelenetet töröltek vagy megváltoztattak, arra hivatkozva, hogy túl erőszakos. Az eredeti verziót később, DVD-n adták ki, hála egy petíciónak, mely az eredeti filmet kívánta kiadatni. A film PG 13-as besorolást kapott, melyet az sok és durva erőszakkal indokoltak. Ezzel ez lett az első Batman illetve szuperhős animációs film, mely ezt a besorolást kapta.
A film 2020. november 15-én megjelent magyar felirattal A jövő Batmane: Joker visszatér címen, nyolc másik DC animációs film mellett, az HBO GO streaming platformon, majd 2020. december 28-tól magyar szinkronnal is elérhetővé vált.

## Cselekmény
A jövőbeni Gotham City-ben, 35 évvel eltűnése után feltűnik a legendás Joker és átveszi az irányítást a Jokerz nevű utcai banda felett. Utasítására a banda tagjai high-tech berendezéseket lopnak és bár Terry McGinnis – aki Bruce Wayne tanítványa, egyben batman utódja – Joker megszökik. Wayne ragaszkodik hozzá, hogy ez csak egy csaló ál-Joker lehet, hiszen több évtizede ő maga is tanúja volt legnagyobb ellenfele halálának és arra kéri McGinnist, hogy adja vissza a Batman-ruhát, az úgynevezett Batsuit. Nem sokkal később Terryt és barátnőjét, Danát egy szórakozóhelyen megtámadja a Jokerz, miközben Bruce Wayne-t otthonában felkeresi az igazi Joker. Végül McGinnist legyőzi a Jokerzt és tanítója segítségére siet, akit halálközeli állapotban talál, az összetéveszthetetlen Joker-toxin hatására kialakuló eszelős vigyorral az arcán. Az ellenszer beadásával sikerül az idős Bruce-t megmenteni, McGinnist pedig Barbara Gordon segítségét kéri.
Barbara, bár vonakodik, elmeséli, hogy évtizedekkel korábbanm mikor Dick Grayson azaz Éjszárny másik városba költözött, Joker és Harley Quinn elrabolta Tim Drake-et, az új Robint. Három hétig kínozták, ezalatt pedig Joker a saját képmására formálta a fiút, akitől a sok kínzás hatására rengeteg titkot, így Batman valódi kilétét is megtudta. Az Arkhamben egy végső harc során meghal Harley – egy szakadékba zuhan, miközben Batgirllel harcol – és Joker is meghal. Utóbbi testét mélyen az Arkham alá temetik, Timet pedig éveken át orvosi kezeléseknek kellett alávetni. Bruce ezután elküldte maga mellől a fiút aki letelepedett és az eseményekkor családjával él és kommunikációs mérnökként dolgozik, ő pedig megfogadta, hogy soha nem veszélyezteti többé más fiatalok életét.
McGinnis ezután felkeresi Timet, majd gyanakodni kezd miután az tagadja, hogy bármi köze lenne az eseményekhez. Rájön, hogy a Jokerz olyan alkotóelemeket lopott el, amik egy műholdas rendszer megépítéséhez és üzemeltetéséhez szükséges. Felkeresi a Wayne vállalat igazgatóját, Jordan Prycet a hajóján, azonban végül nem kifaggatja, hanem menekíti a Jokerz elől akik végezni akarnak vele, miután nincs már rá szükség. Kiderül, hogy Joker fogvatartja Timet, ezért a Jolly Jack Candy édességgyárba megy, hogy kiszabadítsa. Ott megdöbbenésére Tim Drake a szeme láttára alakul át Jokerré, aki elmondja neki, hogy annak idején elültette egy mikrochipben Tim agyában a saját tudatát és genetikáját, így ahogy egyre erősebbé válok a tudatalattijába, nemsokára elég erős lesz ahhoz, hogy átvegye a férfi felett az irányítást és véglegesen visszatérhessen teljes valójában. McGinnist és Joker végül megküzd, és az eszelős bohóc majdnem végez a fiúval, hisz ismeri az igazi Batman és Robin összes trükkjét, azonban Terry saját rögeszméjét és egyetlen félelmét fordítja Joker ellen, mégpedig, hogy nem eléggé vicces és, hogy sosem tudta igazán megnevettetni az igazi Batmant. Joker ekkor majdnem megfojtja, azonban Terry egy Joey berregővel tönkreteszi a nyakába épített microchippet így Tim visszanyeri tudatát és testét, Gotham pedig végleg megszabadul Jokertől. Tim Drake távozásuk előtt tönkreteszi a műholdas lézerágyút így azzal Joker utolsó őrült tervét is.
A film zárójeleneteiben azt látjuk, hogy a börtönből kiváltja óvadék ellenében Dee-Dee-t egy idős asszony, akit ők csak Harley nagyinak szólítanak...A kórházi ágyon Tim Drake megbékél múltjával és Bruce Wayne-el is, míg utóbbi elismeri, hogy Terry a legalkalmasabb védelmezője Gotham City-nek.

## Szereplők
| Szereplő                            | Eredeti hang          | Magyar hang            |
| ----------------------------------- | --------------------- | ---------------------- |
| Batman / Terry McGinnis             | Will Friedle          | Csiby Gergely          |
| Batman / Bruce Wayne                | Kevin Conroy          | Sarádi Zsolt           |
| Joker                               | Mark Hamill           | Király Attila          |
| Jordan Price                        | Mark Hamill           | Horváth-Töreki Gergely |
| Tim Drake                           | Dean Stockwell        | Dózsa Zoltán           |
| Barbara Gordon rendőrfőkapitány     | Angie Harmon          | Madarász Éva           |
| Batgirl / Fiatal Barbara Gordon     | Tara Strong           | Berkes Boglárka        |
| Robin / Fiatal Tim Drake            | Mathew Valencia       | Baráth István          |
| Mary McGinnis                       | Teri Garr             | Bertalan Ágnes         |
| Dana Tan                            | Lauren Tom            | Mentes Júlia           |
| Dee Dee / Delia Dennis              | Melissa Joan Hart     | Tamási Nikolett        |
| Dee Dee / Deidre Dennis             | Melissa Joan Hart     | Tamási Nikolett        |
| Harley Quinn                        | Arleen Sorkin         | Sipos Eszter Anna      |
| Amy                                 | Arleen Sorkin         | Sipos Eszter Anna      |
| Bonk / Benjamin Knox                | Henry Rollins         | Pál Tamás              |
| Chucko / Charles Buntz              | Don Harvey            | Kisfalusi Lehel        |
| Woof, a hiéna-ember                 | Frank Welker          | Stern Dániel           |
| Ace, a batkutya                     | Frank Welker          | eredeti nyelven        |
| Ghoul / Stewart Carter Winthrop III | Michael Rosenbaum     | Bergendi Áron          |
| Chelsea Cunningham                  | Rachael Leigh Cook    | Földi Csenge           |
| Matt McGinnis                       | Ryan O'Donohue        | Maszlag Bálint         |
| Ms. Joyce Carr                      | Vernee Watson-Johnson | Lipcsey-Colini Borbála |
| Hírmondó                            | Mark Jonathan Davis   | Bordás János           |
| Mrs. Tim Drake                      | Mary Scheer           | Mohácsi Nóra           |
| Joker Junior                        | Andrea Romano         | Baráth István          |
| Őr                                  | Bruce Timm            | Németh Attila István   |

### Magyar változat
- További magyar hangok: Bor László, Fehérváry Márton, Jeney Luca, Lipcsey-Colini Borbála, Pipó László, Sörös Miklós
- Bemondó: Bozai József
- Magyar szöveg: Hanák János
- Hangmérnök: Kiss István
- Vágó: Kajdácsi Brigitta
- Gyártásvezető: Kincses Tamás
- Szinkronrendező: Stern Dániel

A szinkront az HBO megbízásából a Mafilm Audio Kft. készítette.

## Dalbetétek

### Számlista
Az összes dal szerzője Kristopher Carter. 
| 1.    | Batman Beyond: Return of the Joker (Main Title) | Kristopher Carter                 | 02:10 |
| 2.    | Industrial Heist                                | Kristopher Carter                 | 03:48 |
| 3.    | Meet the Joker                                  | Kristopher Carter                 | 02:47 |
| 4.    | Joker Crashes Bruce's Party                     | Kristopher Carter                 | 01:19 |
| 5.    | Terry Relieved of Duty                          | Kristopher Carter                 | 01:54 |
| 6.    | Nightclub Fight / Terry Rescues Bruce           | Kristopher Carter                 | 04:39 |
| 7.    | A Trap for Tim                                  | Kristopher Carter                 | 01:26 |
| 8.    | Joker Family Portrait                           | Kristopher Carter                 | 02:05 |
| 9.    | Arkham Mayhem                                   | Kristopher Carter                 | 03:31 |
| 10.   | Batman Defeats the Jokerz                       | Kristopher Carter                 | 01:36 |
| 11.   | Joker Meets His End (Again)                     | Kristopher Carter                 | 04:21 |
| 12.   | Healing Old Wounds                              | Kristopher Carter                 | 02:03 |
| 13.   | Crash (The Humble Brothers Remix)               | Mephisto Odyssey (feat. Static-X) | 03:26 |
| 14.   | Batman Beyond: Return of the Joker (End Title)  | Kenny Wayne Shepherd              | 03:02 |
| 38:13 |                                                 |                                   |       |

## Gyártás
A film a Batman: SubZero 1998-as bemutatása után került gyártásba, mintegy a Batman of the Future sorozat harmadik epizódjaként.
Joker külsejét újratervezték a The New Batman Adventures sorozatban látottakhoz képest és ezt a külsőt használták a későbbiekben az Igazság ligája című animációs sorozat Wild Card című két epizódjában is, ami megjelent egész estés változatban is, többek között Magyarországon is szinkronizálva. Joker karakterének illusztrációjához felhasználták Hannibal Lecter a Bárányok hallgatnak képregénykarakterét és Dermesztőt is a Dragon Ball sorozatból. Mark Hamill nem csak Joker, hanem Jordan Pryce hangját is adta a filmben, ezáltal is megtévesztve a nézőket annak igazi kilétéről.
Bár Harley Quinn a flashbackben meghal, a film utolsó előtti jelenetében megjelenik egy nő, aki letette Dee-Dee-ért az óvadékot, és akinek az ikerpár ezt mondjaː"Kuss, Harley nyanya! A forgatókönyv író Paul Dini elmondása szerint erre azért volt szükség, mert nemtetszését váltotta ki, hogy elpusztítsák a Batman-mítosz egyik legkedveltebb figuráját. Chuko bohócruháját Eric Radomski vetette papírra.

## Kritika
A film jó kritikát kapott, a Rotten Tomatoes nevű kritikagyűjtő oldalon 88%-os értékelést szerzett. Nisha Gopalan, az Entertainment Weekly munkatársa dicsérte a vágatlan verziót, főként mert " megvilágítja a rögeszmés gyilkos és legfőbb ellenfelének kapcsolatát". Ryan Cracknell, az Apollo Guide munkatársa "animációs remekmű" -nek jellemezte.
Peter Canavese "energikus és nyugtalanító Batman kaland"-ként írta le, kiemelve Mark Hamill visszatérését Joker szerepében, illetve méltatva, hogy mind Bruce Wayne, mind pedig Tery McGinnis érzelmi kihívásokkal találja szembe magát a műben. Michael Stailey, a DVD Verdict munkatársa 100-ból 92 pontra értékelve, mondván, hogy "egy feszes, nagy hatású film" valamint, hogy "kötelező megvásárolni a Bat-rajongók és animációs kedvelőinek egyaránt."